# Иваница (город)
Иваница (серб. Ивањица) — город в Сербии в общине Иваница, Моравичский округ. Согласно переписи 2011 года, население составляет 11715 человек

## География
Город расположен в бассейне у подножия склонов Голия и Явор, на берегах реки Моравицы, на высоте 468 м над уровнем моря.

## Известные уроженцы
- Крапчев, Даме
- Михаилович, Драголюб